# Microschismus cymatias
Microschismus cymatias là một loài bướm đêm thuộc họ Alucitidae. Loài này có ở Nam Phi.